# Hartmut Blankenstein
Hartmut Blankenstein (* 22. Dezember 1941 in Schlesien) ist ein deutscher Diplomat.

## Leben
Blankenstein studierte nach dem humanistischen Abitur am Gymnasium Odenkirchen in Mönchengladbach Rechtswissenschaften in Köln und Tübingen. In Köln wurde er Mitglied der Landsmannschaft Macaria im CC. 1971 trat er seinen Dienst im Auswärtigen Amt an. Von 2002 bis 2006 war Blankenstein Botschafter in Oman. 2007 fungierte er als Sonderbotschafter für Polizeiaufbau an der Deutschen Botschaft in Kabul.